# نواف المحسن
نواف أحمد المحسن مواليد 12 أكتوبر 1996، هو لاعب كرة قدم سعودي يلعب حالياً في نادي الفضل.

## مسيرة اللاعب
لعب في نادي الجيل ونادي العمران ونادي النور ونادي الفضل.